# Małgorzata Dajnowicz
Małgorzata Dajnowicz (ur. 6 sierpnia 1969 w Dąbrowie Białostockiej) – polska historyk, profesor dr hab., badaczka dziejów elit politycznych, dziejów kobiet, historii Polski i powszechnej XIX i XX wieku ze szczególnym uwzględnieniem historii społecznej i politycznej polskich ziem północno-wschodnich.

## Życiorys
Pracuje na stanowisku profesora na Wydziale Historii Uniwersytetu w Białymstoku, gdzie kieruje Katedrą  Historii Kultury i Pracownią Historii Kobiet oraz w Ośrodku Badań nad Totalitaryzmami Instytutu Pileckiego w Warszawie. Prezes i założycielka Instytutu Studiów Kobiecych. Profesor wizytujący na Uniwersytecie Warszawskim (2014). 
Realizowała projekty naukowe Komitetu Badań Naukowych, Fundacji na Rzecz Nauki Polskiej, Tygodnika Polityka w ramach programu „Zostańcie z Nami”, Ministerstwa Nauki i Szkolnictwa Wyższego, Narodowego Centrum Nauki (dwukrotnie, w tym kierownik zespołu badawczego), Polskiej Akademii Umiejętności, Herder-Institut (Niemcy). Członek Management Committee Akcji COST (European Cooperation in Science and Technology) Women Writers in History. Koordynator polskiego zespołu w projekcie europejskim Capacity Building in Higher Education (Hiszpania, Finlandia, Litwa, Polska, Białoruś). 
Autorka kilku monografii naukowych i kilkudziesięciu artykułów (w języku polskim, angielskim, francuskim, rosyjskim). Prowadziła liczne wykłady w ośrodkach naukowych zagranicznych (Litwa, Niemcy, Włochy, Portugalia, Holandia, Wielka Brytania, Islandia, Białoruś, Norwegia). 
Członek towarzystw naukowych Łomżyńskiego Towarzystwa Naukowego im. Wagów, Towarzystwa Kultury Języka, Polskiego Towarzystwa Historycznego, Stowarzyszenia Stypendystów Tygodnika Polityka. 
W 2011 r. wyróżniona Srebrnym Krzyżem Zasługi oraz Nagrodą II stopnia i Medalem Zygmunta Glogera, nagrodą Marszałka Województwa Podlaskiego za wkład w ochronę dziedzictwa kulturowego Podlasia i utworzenie Parku kulturowego w Bohonikach (2019). 
Podlaska Wojewódzka Konserwator Zabytków w latach 2018–2023. Odznaczona Medalem Zasłużony Kulturze Gloria Artis (2023), Zasłużony dla Kultury Polskiej (2018).
Członek Komisji Ewaluacji Nauki kadencji 2023-2027.
Odbyła staże naukowe – w Instytucie Historii PAN (2004), Instytucie Studiów Społecznych UW (2014),  Instytucie Herdera w Marburgu (2015).
Nominację profesorską odebrała z rąk prezydenta Andrzeja Dudy 28 listopada 2019 r.

## Życie prywatne
Jest żoną Andrzeja, ma dwie córki Dianę i Patrycję.